# Juvigny (Marne)
Pour les articles homonymes, voir Juvigny.
Juvigny est une commune française, située dans le département de la Marne en région Grand Est.

## Géographie
Juvigny est traversée par la Gravelotte.
|                  | Les Grandes-Loges | La Veuve |
| Vraux            | Juvigny           |          |
| Aulnay-sur-Marne | Matougues         | Recy     |

### Hydrographie
La commune est dans la région hydrographique « la Seine de sa source au confluent de l'Oise (exclu) » au sein du bassin Seine-Normandie. Elle est drainée par la Marne, le canal latéral à la Marne, la Gravelotte, le canal 01 de la commune de Juvigny, le canal d'Alimentation, le cours d'eau 01 de la commune de Juvigny et divers autres petits cours d'eau,.
La Marne  prend sa source sur le plateau de Langres, dans la commune de Saints-Geosmes (Haute-Marne) et se jette dans la Seine entre Charenton-le-Pont et Alfortville (Val-de-Marne) dans le quartier de Conflans-l'Archevêque. 
Le canal latéral à la Marne est un canal, chenal navigable de 67 km reliant Vitry-le-françois à Mardeuil où il se jette dans la Marne. 
La Gravelotte, d'une longueur de 12 km, prend sa source dans la commune de La Veuve et se jette  dans la Marne à Aigny, après avoir traversé quatre communes. 

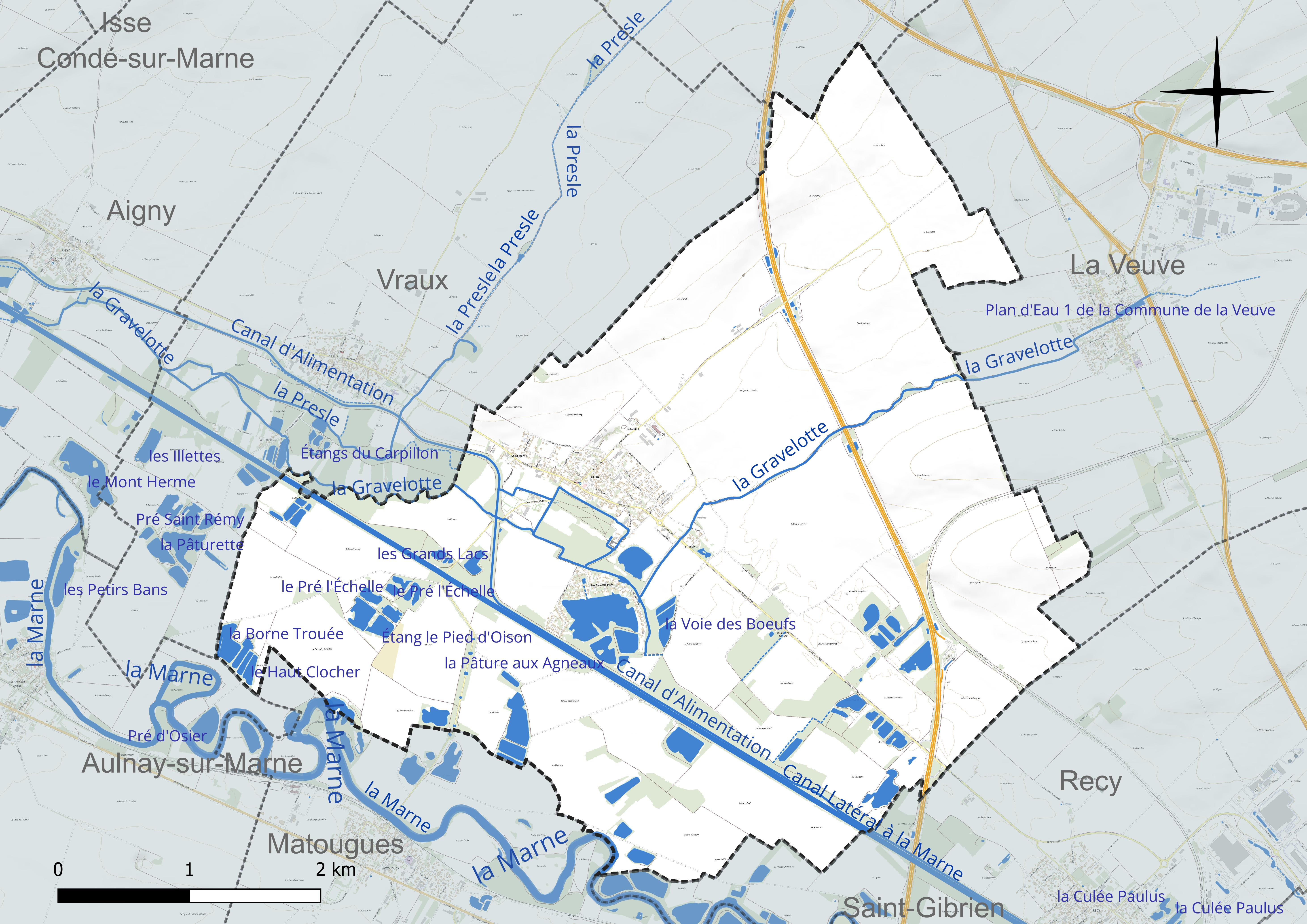
Réseau hydrographique de Juvigny.

Sept plans d'eau complètent le réseau hydrographique : la Borne Trouée (3,1 ha), la Pâture aux Agneaux (2,5 ha), la Voie des Boeufs (2,9 ha), le Haut Clocher (1,3 ha), le Pré l'échelle (1,3 ha), les Grands le lacs (1,5 ha) et l'étang le Pied d'Oison (2,9 ha),.

### Climat
Pour des articles plus généraux, voir Climat du Grand Est et Climat de la Marne.
En 2010, le climat de la commune est de type climat océanique dégradé des plaines du Centre et du Nord, selon une étude du Centre national de la recherche scientifique s'appuyant sur une série de données couvrant la période 1971-2000. En 2020, Météo-France publie une typologie des climats de la France métropolitaine dans laquelle la commune est exposée à un climat océanique altéré et est dans la région climatique  Nord-est du bassin Parisien, caractérisée par un ensoleillement médiocre, une pluviométrie moyenne régulièrement répartie au cours de l’année et un hiver froid (3 °C). 
Pour la période 1971-2000, la température annuelle moyenne est de 10,4 °C, avec une amplitude thermique annuelle de 16,2 °C. Le cumul annuel moyen de précipitations est de 671 mm, avec 10,9 jours de précipitations en janvier et 8,3 jours en juillet. Pour la période 1991-2020, la température moyenne annuelle observée sur la station météorologique de Météo-France la plus proche, « Fagnières-Inra », sur la commune de Fagnières à 7 km à vol d'oiseau, est de 11,2 °C et le cumul annuel moyen de précipitations est de 632,3 mm. 
La température maximale relevée sur cette station est de 41,8 °C, atteinte le 25 juillet 2019 ; la température minimale est de −21 °C, atteinte le 6 janvier 1985,,. 
Les paramètres climatiques de la commune ont été estimés pour le milieu du siècle (2041-2070) selon différents scénarios d'émission de gaz à effet de serre à partir des nouvelles projections climatiques de référence DRIAS-2020. Ils sont consultables sur un site dédié publié par Météo-France en novembre 2022.

## Urbanisme

### Typologie
Au 1er janvier 2024, Juvigny est catégorisée commune rurale à habitat dispersé, selon la nouvelle grille communale de densité à sept niveaux définie par l'Insee en 2022.
Elle est située hors unité urbaine. Par ailleurs la commune fait partie de l'aire d'attraction de Châlons-en-Champagne, dont elle est une commune de la couronne,. Cette aire, qui regroupe 97 communes, est catégorisée dans les aires de 50 000 à moins de 200 000 habitants,.

### Occupation des sols
L'occupation des sols de la commune, telle qu'elle ressort de la base de données européenne d’occupation biophysique des sols Corine Land Cover (CLC), est marquée par l'importance des territoires agricoles (85,7 % en 2018), en augmentation par rapport à 1990 (83,9 %). La répartition détaillée en 2018 est la suivante : 
terres arables (82,7 %), forêts (7,2 %), zones urbanisées (3,6 %), eaux continentales (3,5 %), zones agricoles hétérogènes (3 %). L'évolution de l’occupation des sols de la commune et de ses infrastructures peut être observée sur les différentes représentations cartographiques du territoire : la carte de Cassini (XVIIIe siècle), la carte d'état-major (1820-1866) et les cartes ou photos aériennes de l'IGN pour la période actuelle (1950 à aujourd'hui).

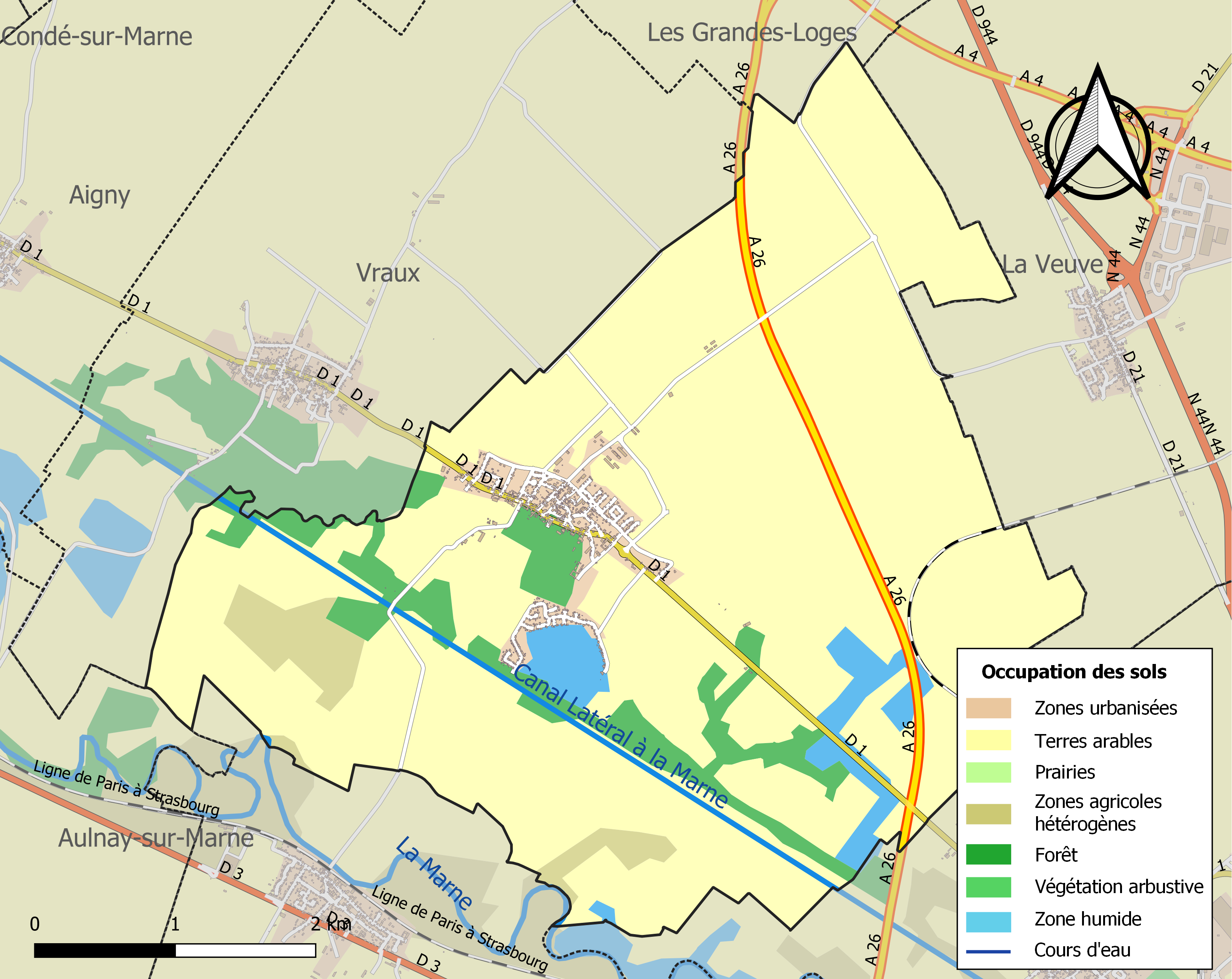
Carte des infrastructures et de l'occupation des sols de la commune en 2018 (CLC).

## Toponymie
Le village a été connu sous le nom de Juvinia, Juviniacum,Juvigni, Juvignei  ou encore Juvégny et enfin Juvigny au XVIe siècle.
 
L'étymologie viendrait de Jovis Ignis, où le feu de Jupiter désignerait un temple lui étant dédié ; ou encore en honneur à la victoire de Flavius Jovin sur les Allamands en 364 en ce lieu.

## Histoire

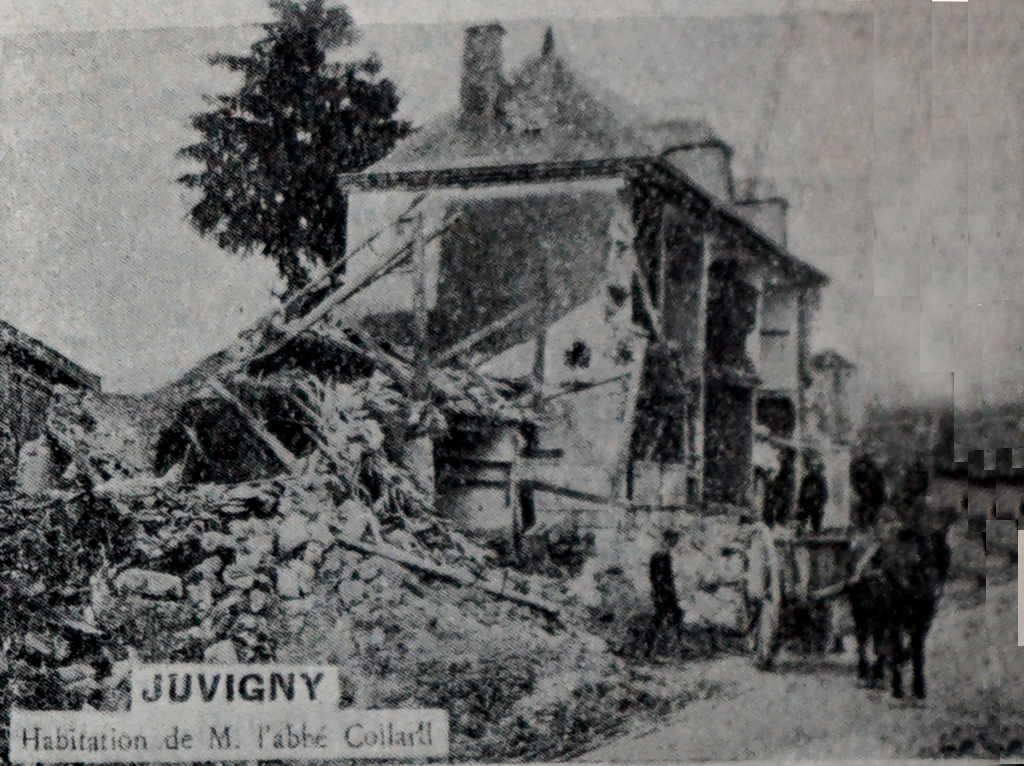
Lors des crues dans la Marne en 1910.

Depuis le XIIe siècle, le village faisait partie du Pagus Partensis et était régie par la coutume de Vitry, il relevait du diocèse de Châlons. Le premier seigneur de Juvigny cité est l'écuyer Huard, puis Henri Malbuez écuyer et seigneur en 1366.
Sous Charles VI le village était fortifié, la ville de Châlons demandait la démolition des fortifications en 1421, sous prétexte qu'elles nuirait à la sécurité de la ville.
Après le massacre de Wassy, en 1567, les huguenots incendièrent l'église du village qui était dédiée à Notre-Dame.
En 1767, le Conseil d'État du Roy reconnaissait la terre de Juvigny comme patrimoniales et qui avaient été cédée par le roi au duc de Bouillon et relevaient du domaine d'Epernay. Charles Roland, en sa qualité de seigneur de Juvigny avait eu à faire valoir ses droits.
En 1792, l'église de Saint-Martin fut détruite.
En 1814, à la suite de la Campagne de France, des soldats russes occupaient le village, le pillèrent et tuèrent beaucoup de gens
En 1842, un grand incendie laissait dix-huit familles sans domicile, de nombreuses granges étaient parties en fumée, l'hôtel de ville qui n’était pas fini était au nombre des dégâts. Le maire prit alors un arrêté pour interdire la couverture des toits par du chaume.
En 1910, de grandes crues frappent la région en mars, le village n'est pas épargné.

## Politique et administration

### Intercommunalité
Conformément au schéma départemental de coopération intercommunale de la Marne du 15 décembre 2011, la commune antérieurement membre de la communauté de communes de la Région de Condé-sur-Marne, est désormais membre de la nouvelle communauté d'agglomération Cités-en-Champagne.
Celle-ci résulte en effet de la fusion, au 1er janvier 2014, de l'ancienne communauté d'agglomération de Châlons-en-Champagne, de la communauté de communes de l'Europort, de la communauté de communes de Jâlons (sauf la commune de Pocancy qui a rejoint la communauté de communes de la Région de Vertus) et de la communauté de communes de la Région de Condé-sur-Marne,.

### Liste des maires
| Période              | Période    | Identité                     | Étiquette   | Qualité |
| -------------------- | ---------- | ---------------------------- | ----------- | --- |
| 1787                 |            | Pierre Mestrude              |             | Syndic |
| 1790                 |            | Abbé Etienne-Joseph Delacour |             | |
| 1791                 |            | Charles-Raphael Herlequin    |             | |
| 1793                 |            | Pierre-François Carré        |             | |
| 1794                 |            | Laurent Sévestre             |             | Président de la commune |
| An III               |            | Pierre Cartier               |             | |
| 1800                 |            | Nicolas Durand               |             | |
| 1804                 |            | Pierre-Benoit Delacour       |             | |
| 1814                 |            | Le Baron de Rebel            |             | |
| Cent-jours           |            | Alexandre Godart             |             | |
| Après les Cent-jours |            | Le Baron de Rebel            |             | |
| 1826                 |            | Alexandre Godart             |             | |
| 1830                 |            | Jean-Pierre-Nicolas Bonnart  |             | |
| 1836                 |            | Jean-Martin Mestrude         |             | |
| 1855                 |            | Jean-Pierre-Auguste Bonnart  |             | |
| 1878                 | 1887       | Pierre-Joseph Mestrude       |             | |
| 1887                 | 1888       | Louis Contenet               |             | |
| 1888                 | 1895       | Léon Godart                  |             | |
| 1895                 | 1900       | Edmond Mestrude              |             | |
| 1900                 | 1941       | Raymond Goujard              |             | |
| 1941                 | 1953       | André Dautelle               |             | |
| 1953                 | 1958       | Placide Debin                |             | |
| 1958                 | 1971       | Roger Mestrude               |             | |
| 1971                 | 1983       | Raymond Goujard              |             | |
| 1983                 | 2001       | Gérard Mitout                |             | |
| 2001                 | 2008       | Jacques Goujard              | UMP         | |
| 2008                 | 03/11/2019 | Chantal Choubat              | UMP puis LR | Présidente de la CC de la Région de Condé-sur-Marne ( ? → 2013) Vice-présidente de Cités-en-Champagne (2017 → 2019 ) Conseillère départementale de Châlons-en-Champagne-2 (2015 → 2019) Réélue pour le mandat 2014-2020, |

## Population et société

### Démographie
L'évolution du nombre d'habitants est connue à travers les recensements de la population effectués dans la commune depuis 1793. Pour les communes de moins de 10 000 habitants, une enquête de recensement portant sur toute la population est réalisée tous les cinq ans, les populations de référence des années intermédiaires étant quant à elles estimées par interpolation ou extrapolation. Pour la commune, le premier recensement exhaustif entrant dans le cadre du nouveau dispositif a été réalisé en 2004.

En 2022, la commune comptait 959 habitants, en évolution de +4,01 % par rapport à 2016 (Marne : −1,19 %, France hors Mayotte : +2,11 %).
| 1793 | 1800 | 1806 | 1821 | 1831 | 1836 | 1841 | 1846 | 1851 |
| ---- | ---- | ---- | ---- | ---- | ---- | ---- | ---- | ---- |
| 540  | 483  | 600  | 578  | 578  | 561  | 590  | 588  | 579  |

| 1856 | 1861 | 1866 | 1872 | 1876 | 1881 | 1886 | 1891 | 1896 |
| ---- | ---- | ---- | ---- | ---- | ---- | ---- | ---- | ---- |
| 596  | 580  | 564  | 553  | 515  | 506  | 485  | 489  | 480  |

| 1901 | 1906 | 1911 | 1921 | 1926 | 1931 | 1936 | 1946 | 1954 |
| ---- | ---- | ---- | ---- | ---- | ---- | ---- | ---- | ---- |
| 472  | 435  | 403  | 474  | 429  | 420  | 405  | 445  | 413  |

| 1962 | 1968 | 1975 | 1982 | 1990 | 1999 | 2004 | 2006 | 2009 |
| ---- | ---- | ---- | ---- | ---- | ---- | ---- | ---- | ---- |
| 424  | 361  | 376  | 821  | 853  | 848  | 899  | 913  | 996  |

| 2014 | 2019 | 2022 | - | - | - | - | - | - |
| ---- | ---- | ---- | - | - | - | - | - | - |
| 935  | 938  | 959  | - | - | - | - | - | - |

### Manifestations culturelles et festivités
Depuis 1994 a lieu en mai le festival Moissons rock,.

## Culture et patrimoine

### Lieux et monuments
- L'actuel château de Juvigny, situé à proximité du lac des Grands Prés, est un monument historique inscrit[45]. Construit sous la direction de l'architecte rémois Nicolas Petit entre 1702 et 1705, le château côtoie un parc arboré de 18 ha[46], entouré de douves remplies d'eau. Le parc est habituellement ouvert au public lors des journées du Patrimoine. Le château accueille par ailleurs des chambres d'hôtes.
- L'église Notre-Dame, avec nef romane et façade du XVIIIe siècle[47], possède un orgue construit à Châlons-en-Champagne à partir de 1663, pour le couvent des Cordeliers de cette ville et transféré dans l'église du village en 1791[48]. La chaire à prêcher du XVIIe siècle provient de l'abbaye Saint-Remi de Reims[49].

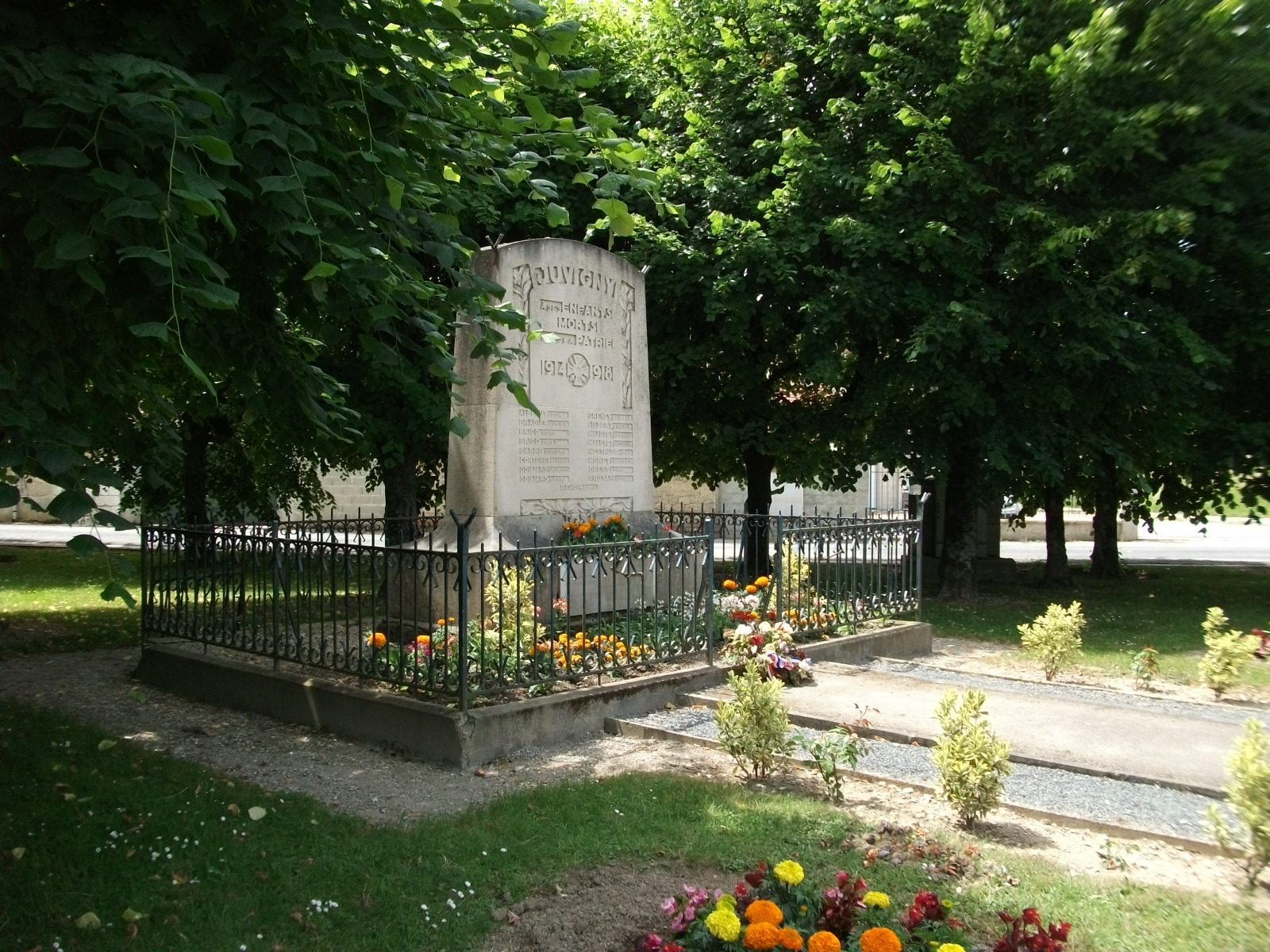
Le monument aux morts de la Première Guerre mondiale.
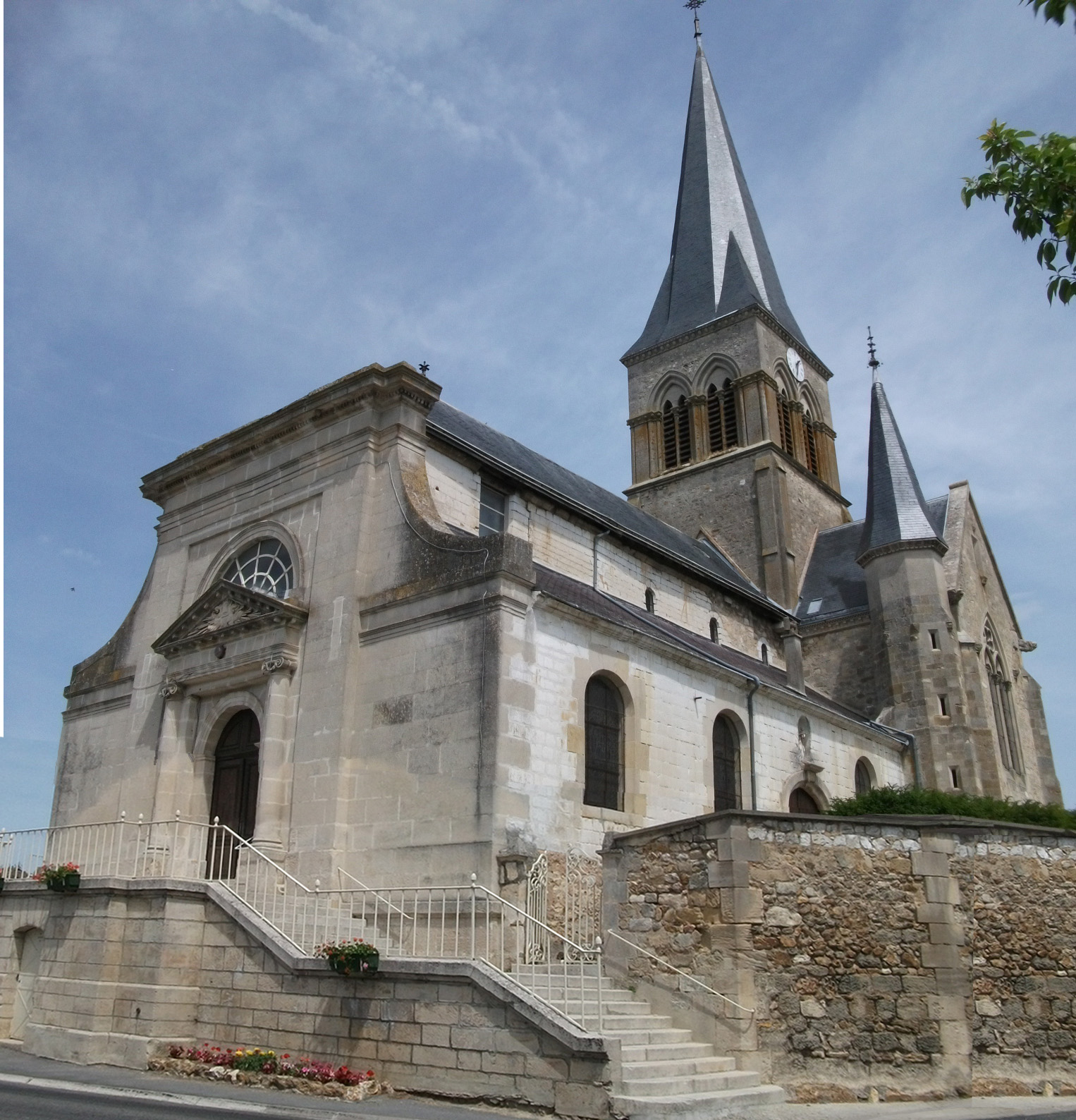
La façade de l'église Notre-Dame.
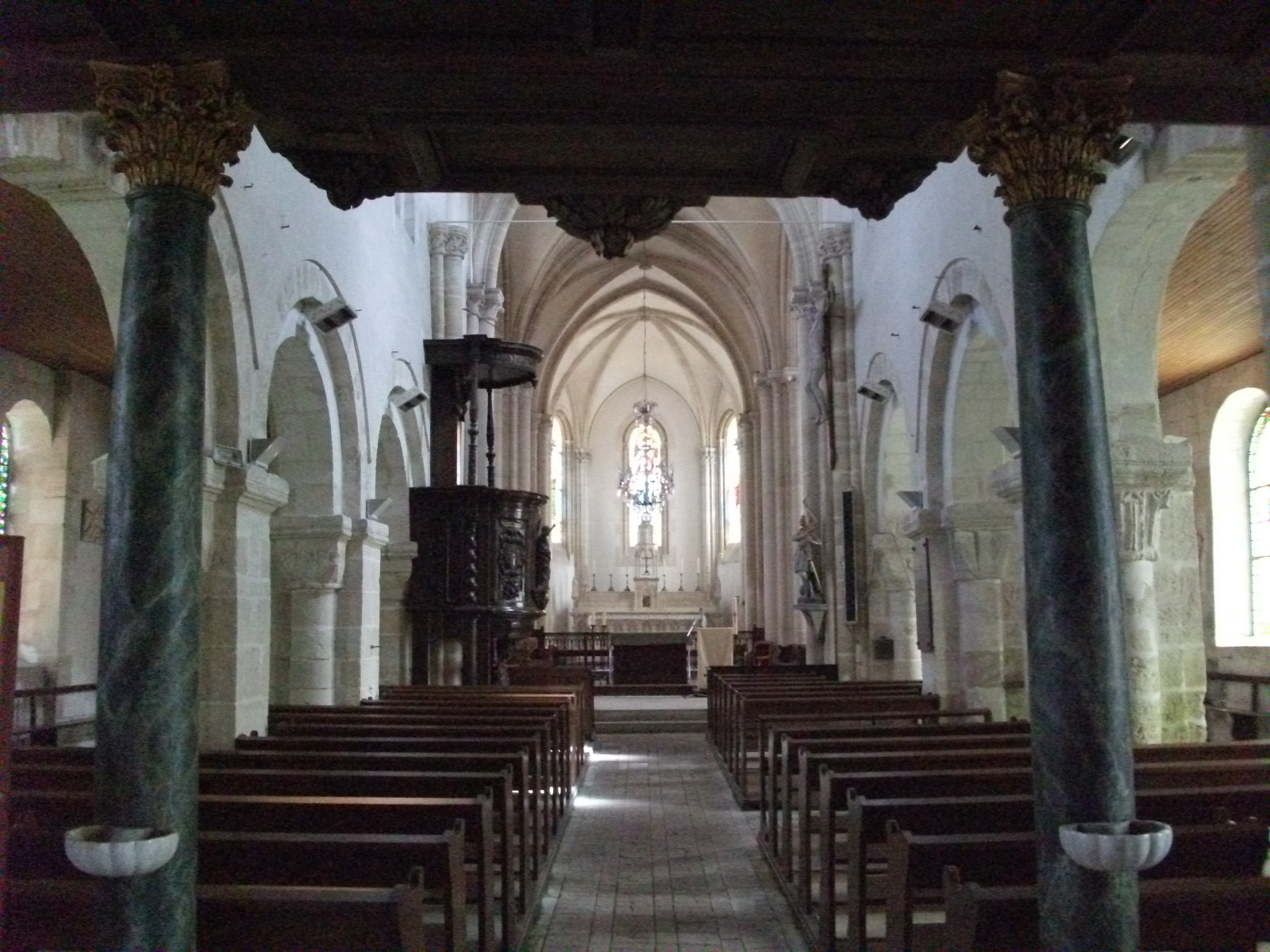
La nef de l'église Notre-Dame.
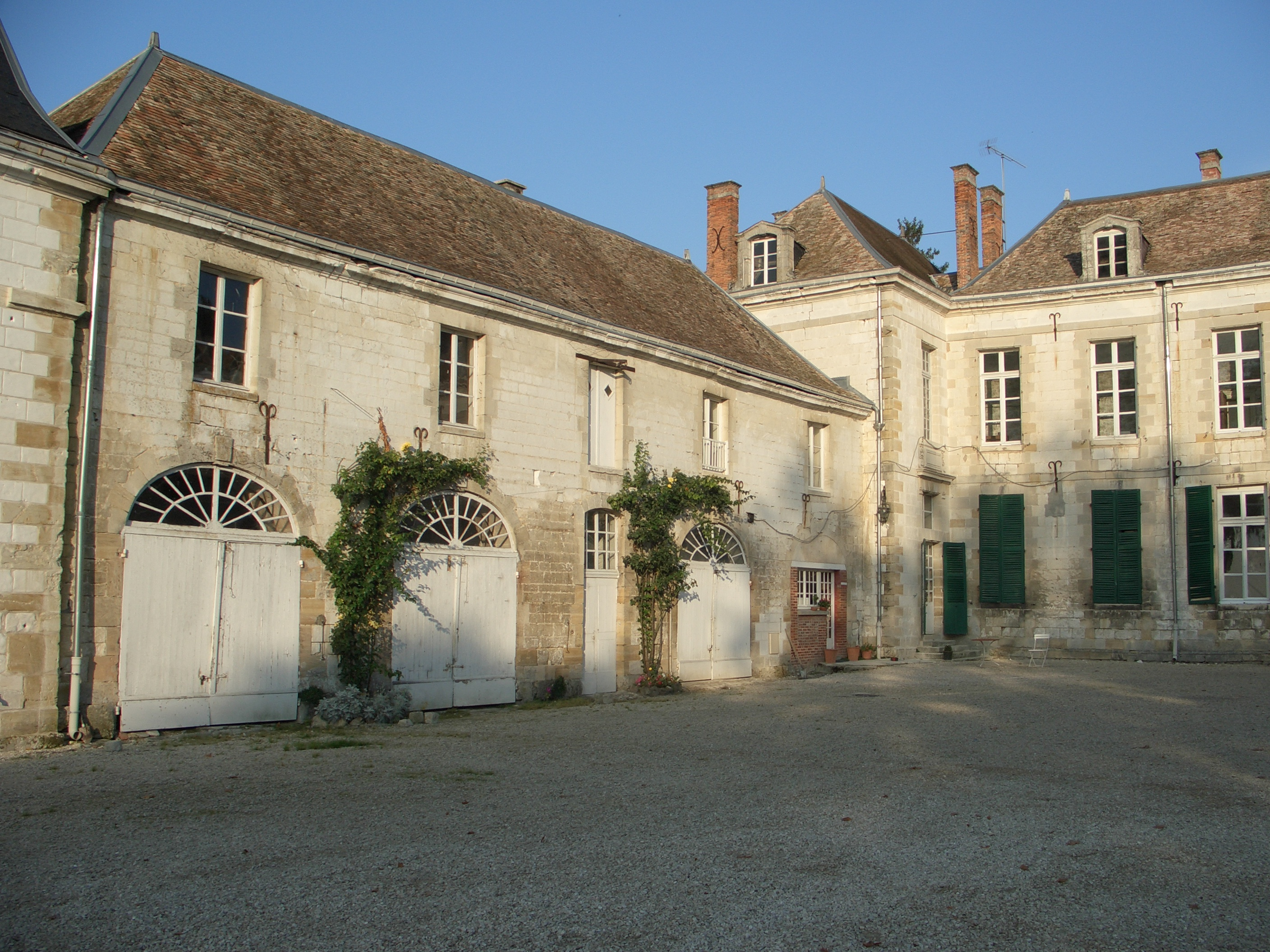
Le château de Juvigny.

### Personnalités liées à la commune
- Alexandre Godart (1786-1856), homme politique.

### Héraldique
| Armes de Juvigny | Les armes de la commune se blasonnent ainsi : d'azur au chevron d'argent accompagné, en chef, de deux étoiles du même et, en pointe, d'une gerbe de blé d'or sommée d'un pigeon ramier aussi d'argent. |